# منتجات الحمل

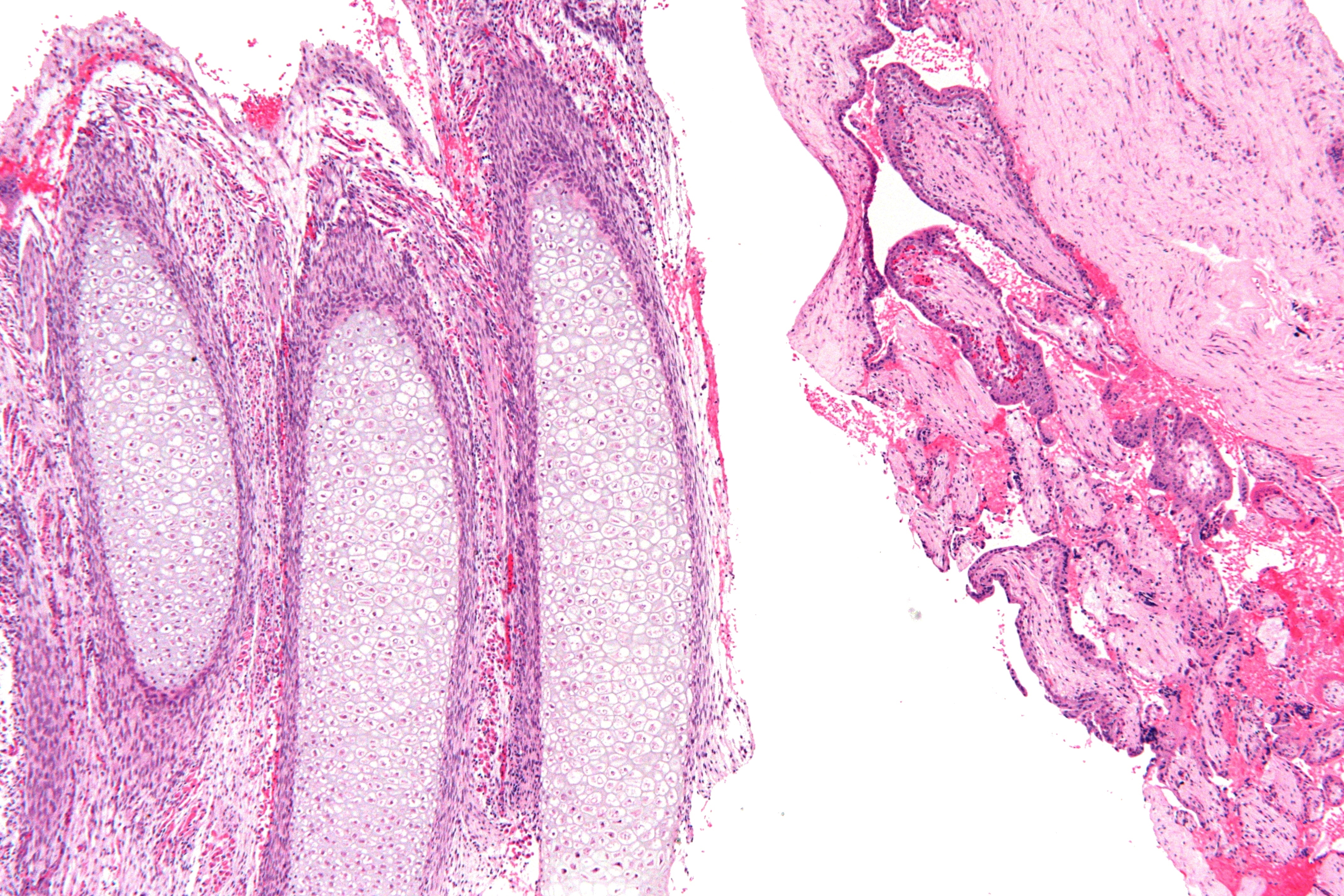
صورة مجهرية لمنتجات الحمل. الزغب المشيمية (يمين الصورة) والغضروف ، أي الأجزاء الجنينية (يسار الصورة). H & E اللطخة.

منتجات الحمل  مصطلح طبي يطلق علي الأنسجة المشتقة من اتحاد البويضة والحيوانات المنوية. وهو يشمل الحمل الغير جنيني (البويضة الخبيثة) التي لا تحتوي على جنين قابل للحياة.
وهو وجود منتجات للحمل اثناء التوسيع والكحت ينفي بشكل أساسي الحمل الخارج الرحم .

## المنتجات المحتفظ بها من الحمل
منتجات الحمل المحتجزة هي ما يتبقى من منتجات الحمل في الرحم بعد الولادة أو الإجهاض الدوائي أو الإجهاض التلقائي (يعرف بالعامية بالإجهاض). ويطلق على الإجهاض مع منتجات الحمل المحتجزة تأخرًا عندما لا يتم تمرير أي منتج أو القليل جدًا منه، ويسمي غير مكتمل عندما يتم تمرير بعض المنتجات ولكن لا يزال بعضها في الرحم.

## التشخيص
ويستند التشخيص على العرض السريري، هرمون HCG الكمي، والموجات فوق الصوتية ، والتقييم المرضي. في حالة وجود كتلة صلبة غير متجانسة فان القيمة التنبؤية لوجود هذه الحالة تبلغ 80٪، ولكنها موجودة فقط في أقلية من الحالات. يعتبر بطانة الرحم السميكة> 10 مم عادةً غير طبيعية، على الرغم من عدم وجود إجماع على السمك المناسب. يبلغ معدل القطع 8 مم أو أكثر معدل إيجابي 34٪، في حين أن قطع 14 ملم أو أكثر لديه حساسية 85٪، وخصوصية 64٪ للتشخيص. إن تدفق لون الدوبلر في قناة الرحم يمكن أن يزيد الثقة في التشخيص، على الرغم من أن غيابه لا يستبعده، حيث أن 40٪ من حالات المنتجات المحتفظ بها تكون قليلة أو معدومة في تدفق الدم والصبغة. يشمل التشخيصات المحتملة في الحالات المشتبه فيها، ونى الرحم، وجلطة الدم، ومرض الأرومة الغاذية الحملي، والمظهر الطبيعي للرحم بعد الولادة. تكون الجلطة الدموية بعد الولادة أكثر شيوعًا، ويتم تسجيلها في ما يصل إلى 24٪ من مرضى ما بعد الولادة .
عادة ما يكون الرحم الطبيعي بعد الولادة أقل من 2 سم في السمك، ويستمر في التقلص والتضاؤل حتى 7 مم أو أقل مع مرور الوقت. المنتجات المحتجزة ليست شائعة، حيث تحدث في حوالي 1 ٪ من جميع حالات الحمل، على الرغم من أنها أكثر شيوعا بعد الإجهاض، سواء كان اختياري أو تلقائي. هناك تداخل كبير بين مظهر الرحم الطبيعي بعد الولادة والمنتجات المحتفظ بها. إذا لم يكن هناك كتلة أو سائل قناة داخل بطانة الرحم، وكان سمك بطانة الرحم أقل من 10 ملم وبدون زيادة التدفق، فإن المنتجات المحتفظ بها غير مرجحة من الناحية الإحصائية.